# Epiornis
Epiornis (znanstveno ime Aepyornis) je izumrl rod orjaških neletečih ptičev, sorodnih nojevcem, katerega predstavniki so živeli na Madagaskarju. Vanj uvrščamo štiri vrste:
- Aepyornis gracilis Monnier, 1913
- Aepyornis hildebrandti Burckhardt, 1893
- Aepyornis maximus E. Geoffroy Saint-Hilaire, 1851
- Aepyornis medius Milne-Edwards & Grandidier, 1866

Predstavniki največje vrste, Aepyornis maximus, so merili 3 m v višino in tehtali skoraj pol tone. Imeli so sorazmerno majhno glavo na dolgem vratu, ogromne noge s po tremi prsti in zakrnele peruti. Njihova jajca so največja znana jajca kakšne živali, ohranjeni primerki imajo  prostornino 9 litrov  kar ustreza prostornini 150 kurjih  jajc. Fosilni ostanki epiornisov so pogosti, med njimi so tudi ohranjene kosti zarodkov še v jajcu. Ta vrsta je dobila ljudsko ime »slonji ptič«, kar domnevno izvira iz Polovega opisa mitološke ujede roka, ki naj bi bil tako velik, da je lahko odnesel slona v svojih krempljih.
Vse vrste epiornisov so izumrle tekom zadnjega tisočletja, torej so precej časa sobivali z ljudmi. Natančen vzrok ni znan, je pa verjeten krivec človek, ki jih je bodisi iztrebil z lovom, bodisi povzročil njihovo izumrtje posredno.